# لی زیائوشوآنگ
لی زیائوشوآنگ (به انگلیسی: Li Xiaoshuang) ژیمناست زادهٔ ۱ نوامبر ۱۹۷۳ میلادی اهل کشور چین است.